# Stanisław Franchini Dziuli
Stanisław Franchini Dziuli (zm. 1710) – towarzysz pancerny, porucznik, podczaszy łukowski

## Życiorys
Urodził się w rodzinie szlacheckiej pochodzenia włoskiego, osiadłej w Polsce, jako syn Aleksandra i Anny z Kossowskich. Jego dziadek Juliusz służył w armii koronnej, w 1621 walczył pod Chocimiem. Juliusz przyjął od swojego imienia Giulio nazwisko Dziuli.
Stanisław karierę w wojsku koronnym rozpoczął wiosną 1673, jako towarzysz chorągwi pancernej hetmana polnego Dymitra Wiśniowieckiego. Służąc w tej formacji wziął udział w wojnie z Turcją, wyróżnił się męstwem i odwagą w bitwie pod Chocimiem. W chorągwi Wiśniowieckiego pozostawał do 1677, do czasu redukcji wojska komputowego. W 1684 zaciągnął się do chorągwi pancernej króla Jana III Sobieskiego, służył w niej do 1696, początkowo jako towarzysz pancerny potem jako porucznik. Był uczestnikiem ówczesnych walk z Tatarami i wojskami osmańskimi.

W 1676 podczas sejmu koronacyjnego Jana III Sobieskiego, na wniosek hetmana Wiśniowieckiego za zasługi własne w walce i wkład finansowy swoich przodków w zwycięstwo nad Szwedami w czasie Potopu, otrzymał indygenat i herb, dokument przyjmujący go w poczet szlachty polskiej podpisał król 15 kwietnia 1676.
Od 1690 do 1697 był podczaszym łukowskim, a od 1697 stolnikiem wendeńskim. Używał także tytułu stolnika sandomierskiego.

## Rodzina
Stanisław Franchini Dziuli był dwukrotnie żonaty. Pierwsza żona Anna z Leżeńskich wniosła mu jako wiano majątek ziemski Podlesie w powiecie wiślickim. Z tego małżeństwa dzieci:
- syn Tomasz – pułkownik wojsk koronnych, podczaszy wiślicki.
- córka Katarzyna

Drugą żoną była Zofia z Czermińskich. Z tego związku:
- Michał (1702–1771) – pułkownik wojsk koronnych, podstoli wiślicki.
- Aleksander (1709) – koniuszy Stanisława Leszczyńskiego.
- Stanisław – zakonnik, pijar.
- Marianna (ur. 1703) – dwukrotnie zamężna: 1 mąż strażnik koronny Józef Antoni Brzuchowski; 2 mąż Stanisław Świdziński wojewoda rawski
- Franciszka (ur. 1708) – żona stolnika dobrzyńskiego Floriana Straszewskiego[4].

Zmarł przed 7 stycznia 1710.